# Börstskärbådan
Börstskärbådan is een Zweeds rotseiland / zandbank behorend tot de Lule-archipel. Het ligt twee kilometer ten zuiden van Antnäs-Börstskäret in het verlengde van de zuidpunt. Tevens ligt het op de grens van het Bådans Natuurreservaat. Het heeft geen oeververbinding en is onbebouwd.